# Lista de municípios do Brasil por PIB (2015)
Esta é uma lista de PIB nominal municipal do Brasil, que apresenta os municípios brasileiros ordenados de acordo com o produto interno bruto nominal a preços correntes em 2015. Os dados são do Instituto Brasileiro de Geografia e Estatística (IBGE).